# Рехобот (місто)
Рехобот (англ. Rehoboth) — місто в Намібії.

## Географія
Місто Рехобот знаходиться в центральній частині Намібії, за 85 кілометрів на південь від столиці країни Віндгука. Одне з найбільших міст області Хардап. Площа міста складає 540 км². Чисельність населення дорівнює 20 900 осіб (на 2010). На захід Рехобота знаходиться гребля Оаноб і водосховище, що забезпечує місто водою і служить зоною відпочинку.

### Клімат

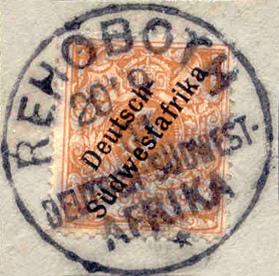
Марки для Німецької Південно-Західної Африки зі штемпелем Rehoboth 1901

Місто знаходиться у зоні, котра характеризується кліматом тропічних пустель. Найтепліший місяць — січень із середньою температурою 25.5 °C (77.9 °F). Найхолодніший місяць — липень, із середньою температурою 14 °С (57.2 °F).
| Клімат Рехобота         | Клімат Рехобота | Клімат Рехобота | Клімат Рехобота | Клімат Рехобота | Клімат Рехобота | Клімат Рехобота | Клімат Рехобота | Клімат Рехобота | Клімат Рехобота | Клімат Рехобота | Клімат Рехобота | Клімат Рехобота | Клімат Рехобота |
| Показник                | Січ.            | Лют.            | Бер.            | Квіт.           | Трав.           | Черв.           | Лип.            | Серп.           | Вер.            | Жовт.           | Лист.           | Груд.           | Рік             |
| Середня температура, °C | 25,5            | 24,6            | 23,3            | 20,5            | 16,8            | 14,1            | 14              | 16              | 19,7            | 22,2            | 23,8            | 25,2            | 20,5            |
| Норма опадів, мм        | 60.5            | 74.4            | 67.4            | 28.6            | 5.6             | 1.3             | 0.3             | 0               | 1.8             | 8.8             | 20.9            | 21.8            | 291.4           |
| Днів з опадами          | 9,5             | 8,9             | 8,5             | 5,1             | 2               | 1,1             | 0,5             | 0,7             | 1,3             | 2,8             | 4,4             | 5,3             | 50,1            |
| Вологість повітря, %    | 40.4            | 46.4            | 50              | 45.8            | 38.6            | 37.4            | 33.8            | 28.7            | 25.8            | 28.2            | 31.7            | 34              | 36.7            |
| ----------------------- | --------------- | --------------- | --------------- | --------------- | --------------- | --------------- | --------------- | --------------- | --------------- | --------------- | --------------- | --------------- | --------------- |
| Джерело: Weatherbase    |                 |                 |                 |                 |                 |                 |                 |                 |                 |                 |                 |                 |                 |

## Історія
Місто було засноване в 1871 році переселившимися сюди під керівництвом капітана Германуса ван Війка з Капській провінції бастерами (які отримали тому згодом ім'я рехоботські бастери). Поселення, з його вкрай релігійним населенням, служило бар'єром між постійно ворогували народностями нама і гереро, і саме багаторазово піддавалося нападам місцевих тубільців. В 1885 році мешканці Рехобота підкорилися владі Німецької Південно-Західної Африки, за що отримали від колоніальних властей права автономії. З початком Першої світової війни зі складу рехоботців були сформовані у складі німецької армії озброєні загони, що брали участь до 1915 року в бойових діях (правда, бастери поставили умову — не направляти їх проти білих). Після отримання ПАС мандата на управління Південно-Західною Африкою, він в 1925 році скасував автономію для Рехобота.
У місті є Музей Рехобота, що висвітлює його багату історію.

## Уродженці
- Браян Бренделл (1986) — намібійський футболіст, півзахисник.